# Atopsyche cordoba
Atopsyche cordoba är en nattsländeart som beskrevs av Donald G. Denning 1968. Atopsyche cordoba ingår i släktet Atopsyche och familjen Hydrobiosidae. Inga underarter finns listade i Catalogue of Life.